# Comuna Sîdorivka, Korsun-Șevcenkivskîi
Sîdorivka (în ucraineană Сидорівка) este o comună în raionul Korsun-Șevcenkivskîi, regiunea Cerkasî, Ucraina, formată din satele Huta-Steblivska, Sîdorivka (reședința) și Skrîpciînți.

## Demografie
Componența lingvistică a comunei Sîdorivka
     Ucraineană (98,83%)
     Alte limbi (1,17%)
Conform recensământului din 2001, majoritatea populației comunei Sîdorivka era vorbitoare de ucraineană (98,83%), existând în minoritate și vorbitori de alte limbi.